# TMS 엔터테인먼트
주식회사 TMS 엔터테인먼트(일본어: 株式会社トムス・エンタテインメント, 영어: TMS Entertainment Co., Ltd.)은 일본의 애니메이션 제작사이다.

## 제작 작품

### 애니메이션 시리즈
- 여친, 빌리겠습니다
- 2001 밤의 이야기
- 에이스를 노려라!
- 아키라
- Big X
- 캣츠 아이
- 명탐정 코난
- 데빌맨 레이디
- 디 그레이맨
- 플란다스의 개
- 도라에몽 (1973년사이 방영된 최초의 26개의 에피소드만 제작, 1979년~2005년의 에피소드들은 신에이 동화 제작, 2006년 현재는 신에이 동화에서 제작)
- 고르고13
- 방가방가 햄토리
- 태양의 사자 철인 28호
- 철인 28호 FX
- 리틀 네모
- 루팡 3세
- MAPS
- 마법기사 레이어스
- 인어 시리즈
- 몬스터 팜
- 포포로크로이스 (2기)
- 레드바론
- 리포터 블루스
- 교고쿠 나츠히코 항설백물어
- 베르사유의 장미
- 천사소녀 네티
- 명탐정 번개
- 사상 최강의 제자 켄이치
- Soccer Fever
- 바람돌이 소닉
- 우주해적 코브라
- 건방진 천사
- 초시공세기 오거스
- 보물섬
- 내일의 죠
- 우주선장 율리시스 (프랑스의 DIC엔터테인먼트와 합작)
- 버추어 파이터 애니메이션
- 모래요정 바람돌이
- 겐지 이야기 천년기 Genji
- 쿄고쿠 나츠히코 항간에 떠도는 100가지 이야기
- 소닉 X
- 육신합체 갓마즈

### 미국 애니메이션
- Adventures of Sonic the Hedgehog (카오스 에메랄드 편만 제작)
- An American Tail 3: The Treasure of Manhattan Island
- 애니매니악스
- 배트맨 TAS (몇 개의 에피소드)
- 배트맨 비욘드: 돌아온 조커 (비디오판, TV판은 Rough Draft Studios에서 제작)
- 출동! 바이오 용사
- 다람쥐 구조대
- Cybersix (일본과 캐나다의 합작)
- 요술곰의 모험나라 (디즈니 만화동산에 방영된 만화.)
- 개구쟁이 데니스
- 욕심쟁이 오리 아저씨
- Fox's Peter Pan & the Pirates (13개의 에피소드, 다른 에피소드는 몇몇 한국 회사에서 제작됨)
- Galaxy High
- The Adventures of the Galaxy Rangers
- Heathcliff
- 형사 가제트
- The Littles
- 마이티 오보
- 곰돌이 푸 대모험
- Pinky and the Brain
- 고스트 버스터즈
- 스파이더맨 (1994년 Fox사의 시리즈로 한국 회사와 함께 작업하였다.)
- 수퍼맨
- Sweet Sea
- The Sylvester and Tweety Mysteries
- 말괄량이 뱁스(타이니 툰)
- 트랜스포머 (Call of the Primitives 단 한편만 제작, 다른 에피소드는 일본의 도에이와 한국의 에이콤 프로덕션에서 제작)
- Visionaries: Knights of the Magical Light
- Wuzzles
- 쾌걸 조로
- 마이티 오봇츠